# Striking Distance
Gli Striking Distance sono stati una band hardcore punk appartenente alla scena di Washington.

## Carriera
La band viene formata nel 1999 a Washington da David Byrd (voce), Aaron Barth (basso), Mike Stankovich (chitarra) e Eddie Diaz (batteria).
Il gruppo pubblica il suo esordio, l'LP March to Your Grave nel 2001 con l'etichetta Youngblood Records, per pubblicare un solo anno dopo, una raccolta intitolata The Bleeding Starts Here, su Reflections Records. Intanto avviene un cambio di formazione e al basso subentra Scott Trumbore, al posto di Aaron Barth.
Lo stesso anno il gruppo fa uscire la sua ultima pubblicazione, l'album The Fuse Is Lit su Bridge Nine Records. La band si scioglie l'anno seguente, nel 2003.
Nel 2007 il gruppo si è riunito per breve tempo a fine marzo, per proseguire a suonare live fino al 27 luglio 2008, anno in cui la band si è nuovamente sciolta.

## Influenze
Il gruppo cita fra le sue influenze Minor Threat, Government Issue, Void, Bad Brains, Negative Approach, Dead Kennedys, Cro-Mags, Antidote, Circle Jerks, A.F. e Jerry's Kids..

## Formazione
- David Byrd - voce
- Aaron Barth - basso (1999 - 2002)
- Scott Trumbore - basso (2002 - 2003)
- Eddie Diaz - batteria

## Discografia

### Album studio
- 2001 - March to Your Grave, (Youngblood Records)
- 2002 - The Fuse Is Lit, (Bridge Nine Records)

### Raccolte
- 2002 - The Bleeding Starts Here, (Reflections Records)

### Apparizioni in compilation
- 2003 - Reflections Records 1998-2003 Label Sampler, (Reflections)